# Jonathan Le Tocq
 (janvier 2023).
Si vous disposez d'ouvrages ou d'articles de référence ou si vous connaissez des sites web de qualité traitant du thème abordé ici, merci de compléter l'article en donnant les références utiles à sa vérifiabilité et en les liant à la section « Notes et références ».
Jonathan Le Tocq, né le 4 mars 1964 à Sainte-Marie-du-Câtel, est un pasteur charismatique évangélique et homme d'État britannique. Il est Ministre en chef de Guernesey de 2014 à 2016 et ministre des Affaires étrangères de Guernesey depuis 2016.

## Biographie

### Jeunesse
Jonathan Le Tocq est né dans le village de Cobo situé dans la paroisse de Sainte-Marie-du-Câtel à Guernesey, au sein d'une très ancienne famille. 
Sa langue maternelle est le guernesiais qu'il parle uniquement jusqu'à son entrée à l'école primaire où il commence à apprendre l'anglais. Il fait ses études secondaires au collège Elisabeth de Saint-Pierre-Port, avant de suivre un enseignement supérieur à Londres et à Paris, où il étudie notamment le français, la musique, la philosophie et la théologie.

### Ministère
En 1989, il est devenu pasteur principal de la Church on the Rock de Saint-Samson, une église charismatique évangélique .

### Carrière politique
De 2000 à 2008, il est un élu du Parlement de Guernesey où il représente la paroisse de Sainte-Marie-du-Câtel. Il est président du comité d'aide aux étrangers, ainsi que responsable du département de l'Éducation et de la jeunesse.
En 2001, avec le doyen douzenier Hirzel Dorey, il exprime la crainte que la langue guernesiaise disparaisse et propose de lancer un projet pilote pour l'enseigner dans les écoles primaires sur la base du volontariat, comme le demande la Société guernesiaise, mais le problème est qu'il y a peu d'enseignants qui la connaissent assez. Depuis 2003 cependant, l'enseignement du guernesiais existe dans le cadre des activités péri-scolaires dans trois écoles de l'île. 
En 2004, il devient membre du gouvernement en tant que vice-ministre chargé des Finances du Trésor et des Ressources. Il est ainsi le responsable gouvernemental aux discussions sur les rémunérations et des salaires des fonctionnaires.
En 2007, après la démission de la ministre en chef de Guernesey, Laurie Morgan, il se présente avec trois autres postulants pour lui succéder mais n'est pas élu.
Le 12 mars 2014, il est élu ministre en chef en remplacement de Peter Harwood, démissionnaire. Il quitte ses fonctions en mai 2016, après l'entrée en vigueur de la réforme des institutions de Guernesey. Il a pris le rôle de ministre des Affaires étrangères en avril 2016.

## Vie privée
À Londres, il rencontre Judith avec laquelle il se marie en 1986. Ils ont trois enfants.